# 흥업면
흥업면(興業面)은 대한민국 강원특별자치도 원주시에서 충주시로 가는 길목에 위치하고 있는 면(面)이며, 원래는 대안리에 있는 거무산의 이름을 따서 금물산면(今勿山面)이라 불렀다. 위치는 원주시청에서 남쪽으로 4km거리에 있으며 동쪽으로는 판부면, 서쪽으로는 문막읍, 남쪽으로는 귀래면, 북쪽으로는 지정면과 인접하고 있으며, 면사무소 소재지인 흥업리에는 강릉원주대학교, 한라대학교, 육민관중·고등학교가 있고, 매지리에는 연세대학교 미래캠퍼스가 있어서 교육의 중심지역으로 성장하고 있다.
흥업면은 원주시 총면적의 6.9%인 59.59km2로 도시 12.09km2(20.3%), 관리 19.9km2(33.4%) 농림27.6km2(46.3%)로 지정되어 있는 준 산간지역이다.
2018년 현재 세대수는 2,771세대이며, 인구는 9,233명(남자 : 4,849명 여자 : 4,384명)으로 시 전체 인구의 2.2%를 차지하고 있다.

## 연혁
- 1914년 4월: 군면 통폐합에 따라 판제면(板悌面)의 본3리(本三里)와 사제면(沙堤面)의 분7리里分七理), 분8리里分八理)를 병합하여 대안(大安), 매지(梅芝), 흥업(興業), 무실(茂實), 사제(沙堤)의 5개 리로 개편
- 1917년 10월 1일: 흥업면으로 개칭
- 1922년 : 관할구역 변경에 따라 건등면(현 문막읍) 사제리가 흥업면에 편입
- 1973년 7월 1일: 행정구역 개편으로 흥업면 무실리가 원주시 무실동으로 편입[1]
- 1996년 10월 1일: 매지택지가 개발되면서 매지4리, 5리 신설

## 법정리
- 대안리(大安里) : 흥업면의 남서쪽에 위치해 있으며 동쪽으로는 매지리, 서쪽으로는 문막읍, 남쪽으로는 귀래면, 북동쪽에는 흥업리, 북쪽에는 사제리에 접해 있다. 3리의 대송동과 1리의 승안동의 이름을 따서 대안리로 지어졌다.
- 매지리(梅芝里) : 흥업면의 남쪽에 위치하며, 동쪽으로 판부면, 서쪽에 대안리, 남쪽에는 귀래면, 북쪽에 흥업리에 접한다. 1914년 일대의 통합 당시 대표적 지역인 매남동과 분지울의 이름을 따서 매지리로 개칭했다.
- 흥업리(興業里) : 흥업면 소재지로 4차선 국도와 지방도로가 잘 발달된 사통팔달의 중심지역에 자리 잡고 있다. 동쪽에는 판부면 서곡리, 서쪽에는 대안리와 사제리가 접해 있으며 남쪽으로는 매지리, 북쪽으로는 원주시 무실동과 접해 있다. 흥대동(興垈洞)과 울업동(蔚業洞)의 이름을 따서 흥업이라 하였다.
- 사제리(沙堤里) : 흥업면의 서쪽에 위치해 있으며 남쪽으로는 대안리, 동쪽으로는 흥업리, 서쪽에는 문막읍과 지정면, 북쪽에는 호저면과 접해 있다. 모래가 많은 개울이란 뜻의 사개울이 사제울로 변화되어 오늘날 사제리가 되었다.

## 교육
- 매지초등학교
- 흥업초등학교
  - 사제분교 (폐교) - 흥업면 사제로 339-10 (사제리)
- 육민관중학교
- 육민관고등학교
- 강릉원주대학교 원주캠퍼스
- 연세대학교 미래캠퍼스
- 한라대학교

## 교통
- 국도 제19호선
- 남원로

## 아파트
| 단지명          | 건설사                | 시행사           | 주소                 | 입주       | 비고 |
| --------------- | --------------------- | ---------------- | -------------------- | ---------- | ---- |
| 매지청솔        | ㈜동신                | 한국토지신탁     | 세동길 51 (매지리)   | 2000년 8월 |      |
| 남원주 두산위브 | 두산중공업㈜ 건설부문 | ㈜에이케이하우징 | 북원로 1600 (흥업리) | 2009년 4월 |      |

## 문화재
- 원주 흥업성당 대안리공소
- 원주매지리석조보살입상